# بو سارة في العمارة (مسرحية)
 أبو سارة في العمارة ، مسرحية كويتية كوميدية عرضت في الكويت على مسرح نقابة العمال بميدان حولي بالكويت عام 2009.

## القصة
تبدأ حكاية المسرحية بصاحب العمارة وهو طارق العلي بدور أبو سارة الذي يواجه محاولات لتشويه سمعته عن طريق إدخال حبوب المخدرات وإتهامه بأنه تاجر مخدرات من قبل منفذ الخطة وهو منافسه شهاب حاجيه بدور أبو جليل الذي استعان بثلاثة شبان من أجل تنفيذ الخطة، لكن الخطة تفشل في نهاية المسرحية بعد أن إعترف الشبان الثلاثة بالمكيدة التي أعدها أبو جليل من أجل الإطاحة بأبو سارة والإستيلاء على العمارة وكسب أصوات ساكني العمارة وهم بقية أفراد طاقم التمثيل، تدور احداث المسرحية بقالب اجتماعي كوميدي، ومدة المسرحية أكثر من 4 ساعات.

## ادوار البطولة
- طارق العلي
- نواف النجم
- هيا الشعيبي
- فرحان العلي
- شهاب حاجيه
- احمد الفرج
- أحمد الشمري
- فهد البناي
- محمد خالد الوزير
- سلطان الفرج
- سلطان العلي
- مارتينا (ممثلة)